# 张江镇
张江镇，是中国上海市浦东新区下辖的一个镇，位于浦东新区中部，区域面积42.1平方公里。户籍人口6.8万人。
张江镇区域面积中95%（40平方公里）处于张江高科技园区整体规划范围之内，张江高新技术产业开发区和张江高科技园区因张江镇而得名。张江镇是张江园区核心生活区的重要组成部分，承担着张江高科技园区前期开发、社区管理、公共服务等地方政府职能。

## 历史
960年（北宋建隆元年），张江已设乡、里进行管理。开埠之初，属于长人乡，人口不足千户。张江的名称来源于河中的张江栅。
随着浦东开发开放以及张江高科技园区的发展，张江镇已由原先以农业地区逐渐发展成为上海内、外环线间的城市化地区。2001年底，浦东新区撤销原张江镇和孙桥镇，建成了新的张江镇，境域面积为42.1平方公里。

## 行政区划
张江镇下辖21个居委会及9村委会：田园居委会、江欣路居委会、杨镇居委会、孙桥居委会、棕桐居委会、金桐居委会、江春居委会、丹桂路居委会、古桐居委会、香楠路居委会、孙建路居委会、江兰居委会、江丰居委会、碧波路居委会、江夏居委会、江衡居委会、华晶居委会、江苑居委会、华顺居委会、江益居委会、晨晖居委会、韩荡村村委会、钱堂村村委会、秦镇村村委会、劳动村村委会、新丰村村委会、长元村村委会、中心村村委会、环东村村委会、沔北村村委会。

## 地理环境
张江镇境内地势平坦，东南较高，西北略低，平均海拔约4米。土壤以黄泥为主，潮沙、堆叠土次之。域内土质疏松，土壤肥沃，河网纵横交错，淡水资源丰富。

## 交通设施

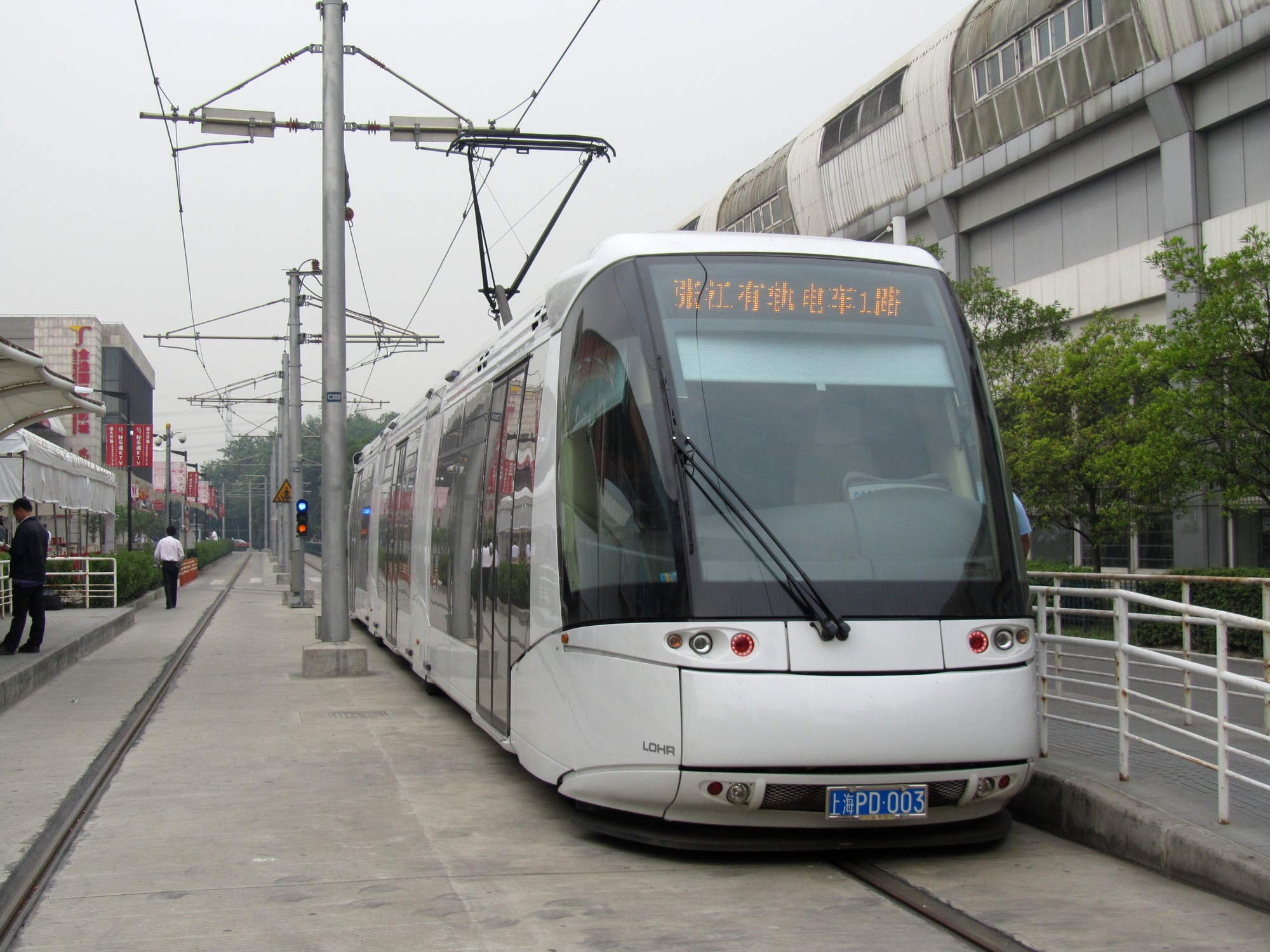
与地铁2号线张江高科站对接的张江有轨电车1路，已于2023年6月1日停运。

张江镇交通设施较为便利，上海轨道交通2号线、13号线贯穿该镇。
公共自行车租赁也是张江地区交通的一项特色。目前，张江区域内共投放自行车1900辆，建成锁桩2000个，铺设网点100个。基本覆盖公交轨交枢纽、园区企业、人才公寓和生活配套设施，每天可满足1至2万人次的出行需求。